# 名瀬町
名瀬町（なせちょう）は、神奈川県横浜市戸塚区の地名。「丁目」の設定のない単独町名である。住居表示未実施区域。

## 概要
地内を大字名と同じ名瀬川が流れる。
北部で旭区、西部で泉区と接しており、北から反時計回りに旭区大池町、泉区緑園一丁目・四丁目〜七丁目、岡津町、戸塚区上矢部町、柏尾町、秋葉町、川上町と隣接する。

### 字名
| - かふき - 内久祢 - 与惣田 - 羽根沢 - 桐ケ谷 - 金房 - 中村 - 平藏谷 | - 長丁 - 京田 - 長ケ谷 - 鷹ノ谷 - 北ノ入 - 海老田 - 仲谷 - 松久保 |

### 地価
住宅地の地価は、2025年（令和7年）1月1日の公示地価によれば、名瀬町781番2の地点で21万3000円/m²、名瀬町字平蔵谷2447番4の地点で16万6000円/m²、名瀬町778番5の地点で17万6000円/m²、2024年（令和6年）7月1日の神奈川県地価調査によれば、名瀬町字かふき174番25の地点で16万7000円/m²となっている。

## 沿革
- 江戸期 - 相模国鎌倉郡名瀬村が成立。
- 1889年（明治22年）4月1日 - 町村制施行に伴い名瀬村が4村と合併して中川村となり、その大字名瀬となる。
- 1939年（昭和14年）4月1日 - 中川村が戸塚町ほか6村と共に横浜市へ編入され戸塚区となり、大字名瀬は名瀬町となる[10]。
- 1957年（昭和32年）10月29日 - 土地改良事業に伴い、一部を秋葉町へ編入する[10]。
- 1971年（昭和46年）6月26日 - 土地区画整理事業（東戸塚前田秋葉）[11]に伴い、一部を秋葉町へ編入する[12]。
- 1972年（昭和47年）3月26日 - 土地区画整理事業（東戸塚名瀬下）[11]に伴い、秋葉町の一部を編入し、川上町との境界を変更する[12]。
- 1978年（昭和53年）3月27日 - 町界町名地番整理事業に伴い、秋葉町との境界を変更する[13]。
- 1986年（昭和61年）4月6日 - 土地区画整理事業（中川第一）[11]に伴い、一部を新設された緑園四丁目、緑園五丁目、緑園七丁目へ編入する[14]。

## 世帯数と人口
2025年（令和7年）6月30日現在（横浜市発表）の世帯数と人口は以下の通りである。
| 町丁   | 世帯数    | 人口     |
| ------ | --------- | -------- |
| 名瀬町 | 6,619世帯 | 13,713人 |

### 人口の変遷
国勢調査による人口の推移。
| 年                 | 人口   |
| ------------------ | ------ |
| 1995年（平成7年）  | 13,412 |
| 2000年（平成12年） | 13,471 |
| 2005年（平成17年） | 14,597 |
| 2010年（平成22年） | 14,817 |
| 2015年（平成27年） | 14,674 |
| 2020年（令和2年）  | 14,389 |

### 世帯数の変遷
国勢調査による世帯数の推移。
| 年                 | 世帯数 |
| ------------------ | ------ |
| 1995年（平成7年）  | 4,497  |
| 2000年（平成12年） | 4,842  |
| 2005年（平成17年） | 5,350  |
| 2010年（平成22年） | 5,636  |
| 2015年（平成27年） | 5,752  |
| 2020年（令和2年）  | 5,872  |

## 学区
市立小・中学校に通う場合、学区は以下の通りとなる（2024年11月時点）。
| 番・番地等 | 小学校                   | 中学校                   |
| --- | ------------------------ | ------------------------ |
| 1〜375番地まで、377〜399番地 | 横浜市立秋葉小学校       | 横浜市立秋葉中学校       |
| 376番地、400〜469番地 | 横浜市立川上小学校       | 横浜市立秋葉中学校       |
| 470〜2096番地、2101〜2120番地 2121番地（道路以東） 2122〜2127番地、2132番地 2134〜2144番地、2147〜2148番地 2240〜2258番地、2260番地〜2265番地の1 2484番地、2488〜2500番地 2509〜2512番地、2514〜2523番地 2525〜2599番地 | 横浜市立名瀬小学校       | 横浜市立名瀬中学校       |
| 2097〜2100番地、2121番地（道路以西） 2128〜2131番地、2133番地 2145〜2146番地、2149〜2239番地 2259番地、2265番地の2〜2483番地 2485〜2487番地、2501〜2508番地 2513番地、2524番地、2600番地以降                            | 横浜市立緑園義務教育学校 | 横浜市立緑園義務教育学校 |

## 事業所
2021年（令和3年）現在の経済センサス調査による事業所数と従業員数は以下の通りである。
| 町丁   | 事業所数  | 従業員数 |
| ------ | --------- | -------- |
| 名瀬町 | 270事業所 | 2,795人  |

### 事業者数の変遷
経済センサスによる事業所数の推移。
| 年                 | 事業者数 |
| ------------------ | -------- |
| 2016年（平成28年） | 255      |
| 2021年（令和3年）  | 270      |

### 従業員数の変遷
経済センサスによる従業員数の推移。
| 年                 | 従業員数 |
| ------------------ | -------- |
| 2016年（平成28年） | 2,747    |
| 2021年（令和3年）  | 2,795    |

## 交通

### 鉄道
当地に鉄道は通っていない。

### バス
- 神奈川中央交通
  - 東02・東23・戸33・東10系統 - 東戸塚駅東口行
  - 東16系統 - 東戸塚駅西口行（終バス時のみ公園前商店街入口行が運行される）
  - 東02系統 - 舞岡行
  - 戸09・東10系統 - 緑園都市駅行
  - 戸33・戸09系統 - 戸塚駅東口行
  - 東23系統 - 弥生台駅行

### 道路
- 横浜新道（国道1号）
- 神奈川県道401号瀬谷柏尾線（瀬谷柏尾道路）
- 神奈川県道218号弥生台桜木町線
- 名瀬道路

## 施設
- 横浜市立名瀬中学校
- 横浜市立名瀬小学校

## その他

### 日本郵便
- 郵便番号 : 245-0051[3]（集配局：横浜泉郵便局[24]）

### 警察
町内の警察の管轄区域は以下の通りである。
| 町名   | 街区 | 警察署     | 交番       |
| ------ | ---- | ---------- | ---------- |
| 名瀬町 | 一部 | 戸塚警察署 | 不動坂交番 |
| 名瀬町 | 一部 | 戸塚警察署 | 上矢部交番 |